# Obernzell
Obernzell település Németországban, azon belül Bajorországban. Lakosainak száma 3840 fő (2023. december 31.). Obernzell Thyrnau, Untergriesbach, Vichtenstein és Esternberg községekkel határos.

## Népesség
A település népessége az elmúlt években az alábbi módon változott:
| Lakosok száma | 1473 | 2147 | 3426 | 3425 | 3743 | 3786 | 3795 | 3783 | 3841 | 3840 |
|               | 1875 | 1950 | 1970 | 1987 | 2012 | 2013 | 2015 | 2017 | 2021 | 2023 |

## Híres emberek
- Itt született Barbara Freitag brazil-német szociológus (1941 –)